# Tommaso Zorzi
Tommaso Maria Zorzi (Milano, 2 aprile 1995) è un conduttore televisivo, scrittore, personaggio televisivo e opinionista italiano.

## Biografia
Nato nel 1995 a Milano da Lorenzo Zorzi e Armanda Frassinetti; ha una sorella minore che si chiama Gaia.
Nel 2016 ha lanciato FashTime, un'app social dedicata alla moda e successivamente AristoPop, una linea di borsette da uomo ed accessori. Nello stesso anno sbarca in televisione grazie al docu-reality Riccanza, trasmesso su MTV, partecipando a tutte le edizioni del programma e allo spin-off #Riccanza Deluxe. Nel 2018 ha partecipato come concorrente alla seconda edizione di Dance Dance Dance su Fox, e alla settima edizione di Pechino Express.
Nel 2020, insieme a Giulia Salemi, ha condotto Adoro!, il pre-show de La pupa e il secchione e viceversa, trasmesso in streaming su Mediaset Play prima di ogni puntata del reality. Nello stesso anno pubblica il suo primo romanzo Siamo tutti bravi con i fidanzati degli altri, edito da Mondadori. Tra il 2020 e il 2021 ha partecipato come concorrente alla quinta edizione del Grande Fratello VIP, da cui è uscito vincitore del montepremi da 100000 € che però ha devoluto interamente in beneficenza.
Sempre nel 2021 è stato opinionista della quindicesima edizione del reality show L'isola dei famosi, su Canale 5. Inoltre, gli viene assegnata la conduzione de Il Punto Z, webshow dedicato al reality. Da marzo 2021 fino alla chiusura definitiva fu ospite fisso al Maurizio Costanzo Show e da maggio dello stesso anno è presente in radio nella striscia quotidiana Facciamo finta che... di R101 al fianco di Maurizio Costanzo e Carlotta Quadri. Nello stesso anno, ha lanciato sul mercato la linea di sex toys Tommyland, in collaborazione con MySecretCase.
Nel giugno 2021 è stato scelto come giudice, insieme all'attrice, conduttrice e scrittrice Chiara Francini e la drag queen Priscilla (nome d'arte di Mariano Gallo), per il programma televisivo Drag Race Italia, versione italiana di RuPaul's Drag Race. Il reality è andato in onda sulla piattaforma streaming Discovery+ a fine 2021 e successivamente in prima TV assoluta su Real Time, dal 9 gennaio 2022. Inoltre, gli viene assegnata la conduzione della serie After the Race dedicata al reality, dove intervista le concorrenti eliminate.
Ad aprile 2022 è stato annunciato dalla BBC come conduttore di due nuovi programmi, Questa è casa mia! e Tailor Made - Chi ha la stoffa?, in onda rispettivamente a maggio 2022 su Real Time, e da giugno 2022 su Discovery+ e poi in chiaro su Real Time dal 14 settembre 2022.

## Programmi televisivi
- #Riccanza (MTV, 2016-2019)
- Dance Dance Dance (Fox, 2018) concorrente
- Pechino Express (Rai 2, 2018) concorrente
- MTV Presents Madonna Live & Exclusive (MTV, 2019)
- Grande Fratello VIP (Canale 5, 2020-2021) concorrente
- GFVIP Late Show (Mediaset Extra, 2021)
- L'isola dei famosi (Canale 5, 2021) opinionista
- Maurizio Costanzo Show (Canale 5, 2021) opinionista
- Drag Race Italia (Real Time, 2021-2022) giurato
- After the Race (Real Time, 2021-2022)
- Questa è casa mia! (Real Time, 2022)
- Tailor Made - Chi ha la stoffa? (Real Time, 2022)
- Cortesie per gli ospiti (Real Time, dal 2024)

## Web TV
- Adoro! (Mediaset Play, 2020)
- Il Punto Z (Mediaset Play, 2021)
- Karaoke Night - Talenti senza vergogna (Prime Video, 2024) concorrente

## Radio
- Facciamo finta che... (R101, 2021-2023)

## Filmografia

### Attore

#### Videoclip
- Dress Code de Il Pagante (2018) - cameo

## Spot pubblicitari
- Euronics (2024)

## Opere
- Siamo tutti bravi con i fidanzati degli altri, Milano, Mondadori, 2020, ISBN 978-88-04-72264-9.
- Parole per noi due, Milano, Mondadori, 2022, ISBN 978-88-04-75015-4.

## Riconoscimenti
- 2021 – TV Talk Awards categoria Personaggio rivelazione dell'anno[9][10]
- 2022 – Magna Grecia Awards categoria Miglior presentatore esordiente[11]